# Garin Nugroho
Garin Nugroho est un réalisateur indonésien né le 6 juin 1961 à Yogyakarta.
En 2013, il est président du jury international de la 19e édition du festival international des cinémas d'Asie de Vesoul.

## Biographie
Garin Nugroho est le quatrième enfant d'un employé de poste, Soetjipto Amin, et son épouse Mariah. Enfant, il reçoit son éducation dans une école islamique puis dans des écoles catholiques. Après avoir terminé sa formation secondaire en 1981, Garin Nugroho étudie la cinématographie à l'Institut des Beaux-Arts de Jakarta (Institut Kesenian Jakarta, IKJ), notamment auprès du réalisateur Teguh Karya, et obtient son diplôme en 1985. Puis il étudie le droit et les sciences politiques à l'Université d'Indonésie (University of Indonesia, UI) et obtient son diplôme en 1991. Durant son temps libre, Garin Nugroho réalise quelques documentaires et courts métrages.
Garin Nugroho commence sa carrière de réalisateur en 1991 avec le film Cinta dalam Sepotong Roti (L'amour dans une tranche de pain), réussissant à surmonter les difficultés découlant de son refus de devenir membre de l'Union indonésienne des réalisateurs. Cinta dalam Sepotong Roti a été nommé meilleur film de l'année lors du  Festival du film indonésien (Festival Film Indonesia, FFI)
À la suite du décès de sa mère en 2005 Nugroho décide de tourner un film sur la culture javanaise. Puis il est chargé par le gouvernement autrichien de réaliser un film pour le 250e anniversaire de la naissance de Mozart. Le résultat, intitulé Opera Jawa, s'inspire de l'épopée indienne du Rāmāyana et produit par Simon Fields.
En 2008 Nugroho se tourne vers le théâtre avec la pièce The Iron bed (Le lit d'airain), une adaptation de Opera Jawa. La pièce est présentée au Zürcher Theater Spektakel à Zurich, en Suisse.
Son film Memories of My Body (Kucumbu Tubuh Indahku) remporte la Montgolfière d'or au Festival des trois continents 2018.
En 2013, il est président du jury international de la 19e édition du festival international des cinémas d'Asie de Vesoul.

## Filmographie
- 1984 : Wagon 1, 2 (Gerbong Satu, Dua)
- 1989 : Applaudissement (Tepuk Tangan)
- 1991 : L'amour dans une tranche de pain (Cinta dalam Sepotong Roti)
- 1991 : Eau et Romi (Air dan Romi)
- 1994 : Lettre à un Ange (Surat untuk Bidadari)
- 1995 : Fable de liberté de Kancil (Dongeng Kancil untuk Kemerdekaan)
- 1995 : ...et la lune danse (Bulan Tertusuk Ilalang)
- 1997 : Les vents de la savane herbeuse (Angin Rumput Savana)
- 1998 : Ma famille, mes films et ma patrie (My Family, My Films and My Nation)
- 1998 : Feuille sur un oreiller (Daun di Atas Bantal)
- 2000 : Un poète (Puisi Tak Terkuburkan)
- 2001 : Front de mer (Layar hidup: Tanjang priok/Jakarta)
- 2002 : Lune en face des branches(Rembulan di Ujung Dahan), série télévisée
- 2002 : Bird Man Tale (Aku Ingin Menciummu Sekali Saja)
- 2004 : De l'amour et des œufs (Rindu Kami Padamu)
- 2006 : Lieu sacré (Serambi)
- 2006 : Opéra Jawa (Opera Jawa)
- 2008 : Sous l'arbre (Di Bawah Pohon)
- 2009 : La génération bleue (Generasi biru)
- 2012 : Soegija
- 2017 : Setan Jawa
- 2018 : Memories of My Body (Kucumbu Tubuh Indahku)
- 2021 : Sepeda Presiden
- 2022 : Puisi Cinta yang Membunuh
- 2023 : Badrun & Loundri
- 2024 : Kejarlah Janji
- 2024 : Samsara

## Récompenses
- Festival du film de Taormine 1994 : Golden Charybdis pour Surat untuk Bidadari (Lettre à un ange)[8]
- Tokyo International Film Festival 1994 : Gold Award pour Surat untuk Bidadari[8]
- Festival des 3 Continents 1995 : prix de la mise en scène pour Bulan Tertusuk Ilalang (...et la lune danse)
- Festival international du film de Berlin 1996 : Prix FIPRESCI de la Berlinale pour Bulan Tertusuk Ilalang[9]
- Festival du film Asie-Pacifique 1998 : meilleur film pour Feuille sur un oreiller
- Festival international des cinémas d'Asie de Vesoul 2013 : Cyclos d'or : Cyclo d'or d'honneur[10]
- Festival international du film de femmes de Salé 2017 : prix du scénario, avec  Rama Adi et Mouly Surya
- Festival des trois continents 2018 : Montgolfière d'or pour Kucumbu Tubuh Indahku (Memories of My Body)
- Festival du film indonésien 2019 : prix du meilleur réalisateur pour Memories of My Body
- Festival du film Asie-Pacifique 2020 : meilleur scénario original pour Memories of My Body[11]